# Halīma bint Abī Dhuʾaib

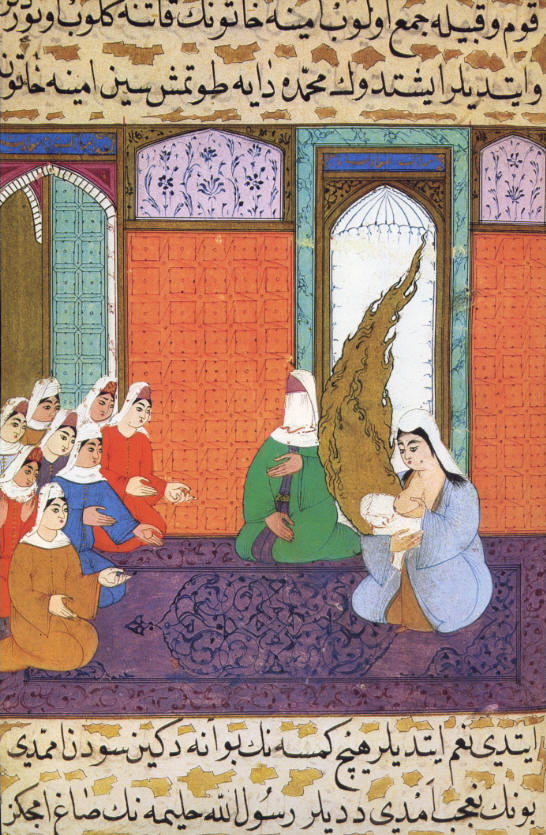
Darstellung von Halīma mit Mohammed aus einem osmanischen Siyer-i Nebi-Werk, 1594.

Halīma bint Abī Dhuʾaib (arabisch حليمة بنت ابي ذؤيب, DMG Ḥalīma bint Abī Ḏuʾaib) war eine Amme aus dem arabischen Stamm der Banū Saʿd ibn Bakr, bei der der Prophet Mohammed einen Teil seiner Kindheit verbrachte. Um seinen Aufenthalt bei ihrem Stamm, der nomadisch lebte, ranken sich in der islamischen Überlieferung einige Legenden.
Die arabischen Quellen berichten, dass Mohammed Halīma kurz nach seiner Geburt übergeben wurde und bei ihr bis zum Ende des zweiten Lebensjahrs blieb. Der Brauch, Kinder zum Stillen Frauen zu überlassen, die in der Wüste lebten, soll bei wohlhabenden Familien in Mekka sehr verbreitet gewesen sein. Die Ammen erhielten dafür eine Bezahlung. Durch das Stillverhältnis wurde eine Milchverwandtschaft mit der Amme und ihrer Familie hergestellt, die der gewöhnlichen Blutsverwandtschaft ähnlich war. Mohammed soll Halīma, so lange sie lebte, als seine Mutter bezeichnet haben. Als sie alt geworden war, soll er sie mit Hilfe des Vermögens, das er durch seine Frau Chadīdscha bint Chuwailid erworben hatte, unterstützt haben. Auch ihrem Stamm, der zum Stammesverband der Hawāzin gehörte, fühlte sich Mohammed lebenslang verbunden, obwohl dieser zeitweise mit seinen Gegnern paktierte. Als nach der Schlacht von Hunain im Jahre 630 viele Hawāzin gefangen genommen wurden, konnte Halīmas Tochter Schaimāʾ, die zu den Gefangenen gehörte, nachweisen, dass sie Mohammeds Milchschwester war, und wurde daraufhin freigelassen. Männer von den Saʿd ibn Bakr spielten auch eine wichtige Rolle bei den anschließenden Verhandlungen, die zur Unterwerfung der Hawāzin unter Mohammeds Autorität und zu ihrer Annahme des Islams führten.
Um den Aufenthalt Mohammeds bei Halīma in der Wüste ranken sich einige Legenden. Bei Ibn Ishāq wird erzählt, dass vor der Übergabe Mohammeds an Halīma bei den nomadisch lebenden Arabern der Wüste eine große Dürre herrschte und weder die Tiere noch die Brüste der Frauen Milch gaben. Nachdem jedoch Mohammed in ihre Obhut gekommen war, quollen in ihrem Stamm die Brüste und Euter vor Milch über, so dass Menschen und Tiere vor dem Verdursten gerettet waren. Aufgrund des Wohlstands, den Mohammed durch seine Baraka über den Stamm der Saʿd ibn Bakr brachte, bat Halīma, nachdem sie den Knaben abgestillt hatte, seine Mutter, ihn noch weiter bei sich halten dürfen. Nach langem Drängen Halīmas gewährte ihr Mohammeds Mutter schließlich diese Bitte. Einen Monat später ereignete sich jedoch eine Begebenheit, die sie dazu brachte, den Jungen schnell wieder zu seiner Mutter zurückzubringen. Während nämlich eines Tages Mohammed und ihr Sohn hinter ihren Zelten Schafe hüteten, kamen zwei weißgekleidete Männer, nahmen Mohammed mit, öffneten seinen Bauch und suchten darin etwas. Da Halīmas Mann fürchtete, dass böse Kräfte von dem Knaben Besitz ergriffen hätten, brachte sie ihn schleunigst zu seiner Mutter zurück. Diese erklärte Halīma, dass keine bösen Kräfte von Mohammed Besitz ergreifen könnten, da er schon vor seiner Geburt von Gott erwählt worden sei. In einer zweiten Version der Erzählung, die Ibn Ishāq der ersten unmittelbar folgen lässt, erklärt Mohammed, dass die beiden Männer, die ihm den Bauch öffneten, bei dieser Gelegenheit sein Inneres mit Schnee reinigten, sein Herz spalteten und daraus einen dunklen Blutklumpen entfernten. Diese Erzählung ist Ausgangspunkt der Legende über Mohammeds Brustspaltung.
Die Halīma-Erzählung hatte offenbar auch die Funktion, Mohammeds Vermittlerfunktion zwischen den sesshaften und den nomadisch lebenden Arabern aufzuzeigen. Wie Ibn Ishāq berichtet, soll Mohammed zu seinen Gefährten gesagt haben: „Ich bin der Arabischste von Euch allen, denn ich gehöre selbst zu den Quraisch, bin aber zu den Banū Saʿd ibn Bakr zum Stillen gebracht worden.“ (anā aʿrabu-kum: anā Qurašīyun wa-sturḍiʿtu fī Banī Saʿd b. Bakr).
In späteren arabischen Werken über den Propheten ist die Halīma-Legende noch weiter ausgestaltet. So erzählt zum Beispiel al-Baihaqī in seinem Buch über die „Beweise des Prophetentums“, Halīma sei nach dem Vorfall mit den beiden weißgekleideten Männern empfohlen worden, einen Wahrsager zu konsultieren. Sie habe sich zunächst geweigert, dies zu tun, schließlich aber doch eingewilligt. Als der Wahrsager ihre Geschichte hörte, habe er die umstehenden Männer aufgefordert, das Kind sofort zu töten, weil es Unheil über die Araber bringen und ihre Religion zerstören werde. Halīma ergriff daraufhin schnell das Kind und brachte es nach Mekka zurück. Dort verschwand das Kind auf mysteriöse Weise, doch erhielt Halīma Hilfe von einer geheimnisvollen Stimme (hātif) und war so imstande, das Kind wiederzufinden und zu seiner Mutter zurückzubringen.